# Romeo und Julia im Schnee
Romeo und Julia im Schnee er en tysk stumfilm fra 1920 af Ernst Lubitsch.

## Medvirkende
- Lotte Neumann som Julia
- Gustav von Wangenheim som Romeo
- Jakob Tiedtke som Bauer
- Marga Köhler som Bäuerin
- Ernst Rückert som Montekugerl
- Paul Biensfeldt som Beamte
- Julius Falkenstein som Paris
- Hermann Picha som Beamte
- Josefine Dora som Frau Montekugerl